# Nostalgia (stacja telewizyjna)
Nostalgia – stacja telewizyjna filmowa w Czechach.
Kanał spółki SPI International wystartował 1 lipca 2008. Stacja nadaje na satelicie Astra 1E (23,5°E).